# Mirzam
Mirzam, eller Beta Canis Majoris (β Canis Majoris, förkortat Beta CMa, β CMa), som är stjärnans Bayer-beteckning, är en ensam stjärna i den västra delen av stjärnbilden Stora hunden. Den har en genomsnittlig skenbar magnitud på +1,99 och är synlig för blotta ögat. Baserat på parallaxmätningar i Hipparcos-uppdraget på 6,6 mas beräknas den befinna sig på ca 490 ljusårs (151 parsek) avstånd från solen.

## Nomenklatur
Beta Canis Majoris är också känd under de traditionella namnen Mirzam, Al-Murzim eller Murzim, som härstammar från det arabiska (مرزم) för "Heralden", och refererar förmodligen till dess position, heralding (dvs. uppstigande före) Sirius på natthimlen. År 2016 organiserade Internationella astronomiska unionen en arbetsgrupp för stjärnnamn (WGSN) med uppgift att katalogisera och standardisera riktiga namn för stjärnor. WGSN:s första bulletin av juli 2016 innehåller en tabell över de första två satserna av namn som fastställts av WGSN där också Mirzam ingår som namn för Beta Canis Majoris.

## Egenskaper
Beta Canis Majoris är en blå till vit jättestjärna av spektralklass B1 II-III, som anger att stjärnan är på väg att övergå till en ljusstark jätte. Den har en massa som är ca 13 - 14 gånger solens massa, en radie som är ca 9,7 gånger större än solens och utsänder ca 25 600 gånger mera energi än solen från dess fotosfär vid en effektiv temperatur på ca 23 150 K.
Beta Canis Majoris är en pulserande variabel av Beta Cephei-typ. Den varierar mellan skenbar magnitud +1,97 och 2,00 med en period av 0,25130 dygn eller 6,031 timmar.
Beta Canis Majoris är belägen nära den bortre änden av den lokala bubblan, en kavitet i det lokala interstellära medium genom vilket solen rör sig.